# Люк Перрі

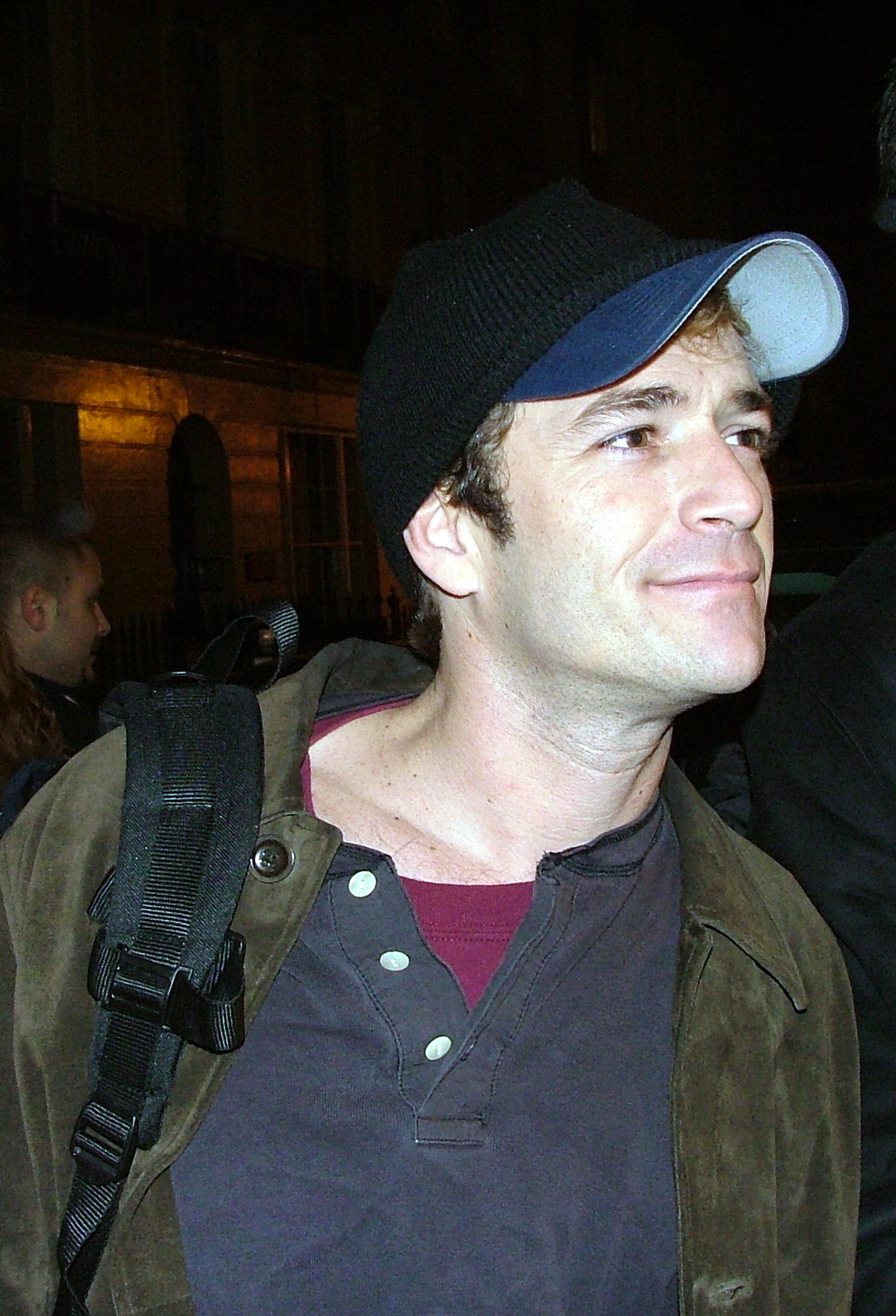
Люк Перрі, 2004

Люк Перрі (англ. Luke Perry; справжнє ім'я Кой Лютер Перрі III, англ. Coy Luther Perry III; 11 жовтня 1966, Менсфілд, Огайо, США — 4 березня 2019, Бербанк, Каліфорнія, США) — американський актор, відомий своєю роллю Ділана Маккея в серіалі «Беверлі-Гіллз, 90210» і Фреда Ендрюса в серіалі «Рівердейл» (2017—2019)

## Біографія
Люк Перрі народився в Мансфілді, Огайо. Зацікавився акторською діяльністю в 12 років. Після закінчення середньої школи, поїхав шукати щастя на терені акторства у Лос-Анджелес. Після короткого, але бурхливого роману із зіркою «Рятівників Малібу» Ясмін Бліс одружився з Мінні Шарп. Тим часом у Люка підростав син.
Почав кар'єру в Голлівуді з виробництва дверних ручок, укладання асфальту й продажу взуття. Провалив 216 кінопроб. До «Беверлі-Гіллз, 90210» знявся у чотирьох популярних серіалах (1982—1989): «Мандрівники!», «У любові», «Інший світ», «Рівердейл».
Став підлітковим ідолом після серіалу «Беверлі-Гіллз, 90210», де зіграв Ділана Маккея. Слава «Беверлі-Гіллз, 90210» тяжіла йому все життя.
Люк Перрі помер у лікарні після відключення від апарату дихання, так захотіли його рідні.

## Цікаві факти
- Інтереси: баскетбол, риболовля, різьблення по дереву, полювання.

## Нагороди
Володар двох німецьких нагород Bravo Otto (1993, 1994) як найкращий телевізійний актор.

## Фільмографія

### Актор
Найвідомішою роллю Люка Перрі стала роль Ділана Маккея в молодіжному серіалі «Беверлі-Гіллз, 90210». Актор відмінно вжився в роль серцеїда й чарівного героя, що було не важко, адже вони дуже схожі з героєм і в житті.
| Рік       |    | Українська назва                                    | Оригінальна назва                           | Роль                                                       |
| --------- | -- | --------------------------------------------------- | ------------------------------------------- | ---------------------------------------------------------- |
| 2019      | с  | 90210                                               | BH90210                                     | Ділан Маккей (фрагмент в пілотній серії)                   |
| 2019      | ф  | Одного разу в Голлівуді                             | Once Upon a Time in Hollywood               | Вейн Маундер                                               |
| 2017—2021 | с  | Рівердейл                                           | Riverdale                                   | Фред Ендрюс (48 епізодів)                                  |
| 2018      | ф  | М'ясна крамничка                                    | The Griddle House                           | Джек (у старшому віці)                                     |
| 2017      | ф  | Це Бог!                                             | It's Gawd!                                  | Джефрі                                                     |
| 2016      | ф  | Перегони в ім'я спокути                             | Race to Redemption                          | Джентрі                                                    |
| 2016      | тф | Кохання в раю                                       | Love in Paradise                            | Ейвері Форл                                                |
| 2015      | тф | Джессі Стоун: Загублений у раю                      | Jesse Stone: Lost in Paradise               | Річард Стіл                                                |
| 2015      | с  | Детектив Маклін                                     | Detective McLean                            | Тім Олсон (5 епізодів)                                     |
| 2015      | ф  | Чуваки й дракони                                    | Dragon Warriors                             | Лореш                                                      |
| 2015      | тф | Ласкаво просимо додому                              | Welcome Home                                | Стюарт Пейлор                                              |
| 2015      | ф  | Чорна Краса                                         | Black Beauty                                | Джеймс                                                     |
| 2014      | ф  | Пригоди K-9: Легенда про втрачене золото            | K-9 Adventures: Legend of the Lost Gold     | Пол Стівенсон                                              |
| 2014      | ф  | Біт під ногами                                      | The Beat Beneath My Feet                    | Стів                                                       |
| 2014      | с  | Красуні в Клівленді                                 | Hot in Cleveland                            | Тревор (1 епізод)                                          |
| 2014      | с  | Особливо тяжкі злочини                              | Major Crimes                                | Джонні Ворт (1 епізод)                                     |
| 2014      | ф  | Вишуканий крок                                      | A Fine Step                                 | Кел Мастерсон                                              |
| 2013      | ф  | Пригоди K-9: Різдвяна казка                         | K-9 Adventures: A Christmas Tale            | Пол Стівенсон                                              |
| 2013      | ф  | Червоне крило                                       | Red Wing                                    | Карл Блентон                                               |
| 2013      | кф |                                                     | Flat Chested                                | Ральф                                                      |
| 2012—2013 | с  | Тіло як доказ                                       | Body of Proof                               | Чарлі Стеффорд (5 епізодів)                                |
| 2013      | с  | Спільнота                                           | Community                                   | інспектор Спейстайм (1 епізод)                             |
| 2013      | с  | Зростання надії                                     | Raising Hope                                | Арбор Дей (привид, 1 епізод)                               |
| 2013      | тф | Правосуддя Ґуднайта: Королева сердець               | Goodnight for Justice: Queen of Hearts      | Джон Ґуднайт                                               |
| 2012      | тф | Правосуддя Ґуднайта: Міра людини                    | Goodnight for Justice: The Measure of a Man | Джон Ґуднайт                                               |
| 2011      | мс | Фунтові цуценята                                    | Pound Puppies                               | Клик (голос, 1 епізод)                                     |
| 2011      | тф | Бойові шрами: Історія Бадп Мура                     | Battle Scars: The Bud Moore Story           | оповідач                                                   |
| 2011      | тф | Правосуддя Ґуднайта!                                | Goodnight for Justice                       | Джон Ґуднайт                                               |
| 2010      | с  |                                                     | FCU: Fact Checkers Unit                     | Люк (8 епізодів)                                           |
| 2010      | ф  | Золото Ханни                                        | Hanna's Gold                                | Коул                                                       |
| 2010      | с  | Генератор Рекс                                      | Generator Rex                               | Джейкоб (голос, 1 епізод)                                  |
| 2010      | ф  | Дорогою спокути                                     | Redemption Road                             | Бойд                                                       |
| 2010      | ф  | Нещадний шторм                                      | The Final Storm                             | Сілас Гендершот                                            |
| 2010      | ф  | Добрі наміри                                        | Good Intentions                             | Честер Мілфорд                                             |
| 2010      | с  | Противага                                           | Leverage                                    | Делтон Ренд (1 епізод)                                     |
| 2009      | кф | The Killers: ¡Happy Birthday Guadalupe! (відеокліп) | The Killers: ¡Happy Birthday Guadalupe!     | ковбой                                                     |
| 2009      | ф  | Детективне агентство «Джуніор»                      | Sam Steele and the Junior Detective Agency  | Кіт                                                        |
| 2009      | с  | Буря (міні-серіал)                                  | The Storm                                   | Стилмен (2 серії)                                          |
| 2009      | тф | Янгол і погана людина                               | Angel and the Bad Man                       | Лоредо                                                     |
| 2009      | в  | Безмовна отрута                                     | Silent Venom                                | командер Джеймс О'Ніл                                      |
| 2009      | ф  | Нагору                                              | Upstairs                                    | Верд Вівер                                                 |
| 2009      | ф  | Комедія середини літа!                              | Äntligen midsommar!                         | Сем                                                        |
| 2008      | тф | Дуже весела дочка нареченої                         | A Very Merry Daughter of the Bride          | Чарлі                                                      |
| 2008      | с  | Криміналісти: мислити як злочинець                  | Criminal Minds                              | Бенджамін Сайрус (1 епізод)                                |
| 2008      | с  | Закон і порядок: Спеціальний корпус                 | Law & Order: Special Victims Unit           | Ной Зіберт (1 епізод)                                      |
| 2008      | тф | Порука стрільця                                     | A Gunfighter's Pledge                       | Метт Остін                                                 |
| 2007      | с  | Миші-байкери з Марса                                | Biker Mice from Mars                        | Наполеон Брай (голос, 1 епізод)                            |
| 2007      | ф  | Аліса догори дриґом                                 | Alice Upside Down                           | Бен Маккінлі                                               |
| 2007      | с  | Джон із Цинциннаті                                  | John from Cincinnati                        | Лінк Старк (10 епізодів)                                   |
| 2007      | в  | Пустир 3                                            | The Sandlot 3: Heading Home                 | Томмі Сантореллі                                           |
| 2006      | с  | Падалиця                                            | Windfall                                    | Пітер Шефер (13 епізодів)                                  |
| 2005      | ф  | Посудомийники                                       | Dishdogz                                    | Тоні                                                       |
| 2005      | тф | Наднова                                             | Supernova                                   | д-р Кріс Річардсон                                         |
| 2005      | тф | Експедиція до пекла                                 | Descent                                     | д-р Джейк Роллінз                                          |
| 2005      | с  | Що мені подобається в тобі                          | What I Like About You                       | Тодд (3 епізоди)                                           |
| 2005      | с  | Вілл і Грейс                                        | Will & Grace                                | Аарон (1 епізод)                                           |
| 2002—2004 | с  | Єремія                                              | Jeremiah                                    | Єремія (34 епізоди)                                        |
| 2003      | в  | Униз по стовбуру                                    | Down the Barrel                             | Девід                                                      |
| 2003      | мс | Школа клонів                                        | Clone High                                  | Хуан Понсе де Леон (голос, 1 епізод)                       |
| 2002      | тф | Війна округу Джонсон                                | Johnson County War                          | Геррі Геммет                                               |
| 2002      | ф  | Пасмо туману                                        | Fogbound                                    | Боб                                                        |
| 2001—2002 | с  | В'язниця Оз                                         | Oz                                          | преподобний Єремія Клотьє (10 епізодів)                    |
| 2001      | тф | Трикутник                                           | The Triangle                                | Сту Шерідан                                                |
| 2001      | с  | Нічні видіння                                       | Night Visions                               | д-р Майкл Сірс (розділ «Зараз він піднімається по сходах») |
| 2001      | ф  | Бруд                                                | Dirt                                        | адвокат                                                    |
| 2001      | ф  | Ворог                                               | The Enemy                                   | д-р Майкл Ештон                                            |
| 1999—2000 | мс | Пеппер Енн                                          | Pepper Ann                                  | Стюарт Волдінгер (голос, 3 епізоди)                        |
| 2000      | ф  | До уваги покупців                                   | Attention Shoppers                          | Марк Пінналор                                              |
| 2000      | с  | Джонні Браво                                        | Johnny Bravo                                | камео (голос, 1 епізод)                                    |
| 1990—2000 | с  | Беверлі-Гіллз, 90210                                | Beverly Hills, 90210                        | Ділан Маккей (та інші ролі, 199 епізодів)                  |
| 2000      | в  | Пограбування                                        | The Heist                                   | Джек                                                       |
| 1999      | мф | Ніч вершника без голови (анім. телефільм)           | The Night of the Headless Horseman          | Бром Боунз (голос)                                         |
| 1999      | в  | Буря                                                | Storm                                       | д-р Рон Янг                                                |
| 1999      | ф  | Флорентин                                           | The Florentine                              | Френкі                                                     |
| 1998      | тф | Нескромний                                          | Indiscreet                                  | Майкл Неш                                                  |
| 1997      | с  | Вторгнення (міні-серії)                             | Invasion                                    | Бо Старк (2 серії)                                         |
| 1997      | ф  | Подих життя                                         | Lifebreath                                  | Мартін Дево                                                |
| 1996—1997 | мс | Неймовірний Халк (мультсеріал)                      | The Incredible Hulk                         | Рок Джонс (голос, 10 епізодів)                             |
| 1997      | ф  | П'ятий елемент                                      | The Fifth Element                           | Білл                                                       |
| 1997      | тф | Бунт                                                | Riot                                        | Бумер (розділ «Порожнеча»)                                 |
| 1997      | с  | Легенда про Бідову Джейн                            | The Legend of Calamity Jane                 | додаткові голоси (13 епізодів)                             |
| 1997      | с  | Спін Сіті                                           | Spin City                                   | Спенс Кеймер (1 епізод)                                    |
| 1996      | мс | Смертельна Битва: Захисники Імперії                 | Mortal Kombat: Defenders of the Realm       | Саб-Зіро (голос, 13 епізодів)                              |
| 1996      | ф  | Американські блукачі                                | American Strays                             | Джонні                                                     |
| 1996      | ф  | Нормальне життя                                     | Normal Life                                 | Кріс Андерсон                                              |
| 1995      | ф  | Різдвяні свята — 95                                 | Vacanze di Natale '95                       | Люк                                                        |
| 1994—1995 | с  | Миші-байкери з Марса                                | Biker Mice from Mars                        | Наполеон Брай (голос, 6 епізодів)                          |
| 1994      | ф  | Вісім секунд                                        | 8 Seconds                                   | Лейн Фрост                                                 |
| 1993      | мс | Сімпсони                                            | The Simpsons                                | камео (голос, 1 епізод)                                    |
| 1993      | тф | Удома з Вебберами                                   | At Home with the Webbers                    | Сміттяр (кумир молоді)                                     |
| 1992      | ф  | Баффі — винищувачка вампірів                        | Buffy the Vampire Slayer                    | Пайк                                                       |
| 1991      | ф  | Лихачі                                              | Scorchers                                   | Рей Рей                                                    |
| 1990      | ф  | Термінальне блаженство                              | Terminal Bliss                              | Джон Гантер                                                |
| 1988—1989 | с  | Інший світ                                          | Another World                               | Кенні (10 епізодів)                                        |
| 1988      | с  | У любові                                            | Loving                                      | Нед Бейтс (1 епізод)                                       |
| 1982      | с  | Мандрівники!                                        | Voyagers!                                   | ув'язнений (1 епізод)                                      |

### Продюсер, режисер
| Рік       |    | Українська назва                       | Оригінальна назва                           | Роль                                  |
| --------- | -- | -------------------------------------- | ------------------------------------------- | ------------------------------------- |
| 2017      | с  | Шериф із Трабл-Крік                    | Trouble Creek                               | виконавчий співпродюсер (7 епізодів)  |
| 2016      | тф | Кохання в раю                          | Love in Paradise                            | виконавчий продюсер, автор персонажів |
| 2013      | тф | Правосуддя Ґуднайта: Королева сердець  | Goodnight for Justice: Queen of Hearts      | виконавчий продюсер                   |
| 2012      | тф | Правосуддя Ґуднайта: Міра людини       | Goodnight for Justice: The Measure of a Man | виконавчий продюсер                   |
| 2011      | тф | Правосуддя Ґуднайта!                   | Goodnight for Justice                       | виконавчий продюсер                   |
| 2010      | кф | Паралельна карусель (короткометражний) | Parallel Carousel                           | асоційований продюсер                 |
| 2002—2004 | с  | Єремія                                 | Jeremiah                                    | виконавчий продюсер (34 епізоди)      |
| 1999      | с  | Беверлі-Гіллз, 90210                   | Beverly Hills, 90210                        | режисер (2 епізоди)                   |